# Teatr Bez Sceny
Teatr Bez Sceny – teatr kameralny, założony w 1997 r. przez Andrzeja Dopierałę, prezentujący dorobek polskiej i światowej dramaturgii, działający przy ul. 3 Maja 11 w Katowicach.

## Założyciel
Założycielem Teatru Bez Sceny jest Andrzej Dopierała – katowiczanin, aktor, reżyser i scenograf. Laureat Złotych Masek, dwukrotny stypendysta Marszałka województwa śląskiego w dziedzinie Kultury.

## Osiągnięcia
Spektakle Teatru Bez Sceny były dziesięciokrotnie nominowane do nagrody Złotych Masek i otrzymały ją 5 razy. Zostały dwukrotnie zaproszone na Festiwal „Rzeczywistość przedstawiona” w Zabrzu (nagroda aktorska) i na Kontrapunkt w Szczecinie.
Teatr prezentował swoje prace w Essen (Festiwal Światła), w Warszawie (Teatr Narodowy) i we Wrocławiu (Teatr Współczesny).
Przez 20 lat istnienia współpracę z nim podjęło ponad 60 artystów.
Panna Julia A.Strindberga reż. J. Maciejowski
- Udział w obchodach Roku Strindbergowskiego w Polsce, dwukrotny udział w Dniach Szwecji w Polsce.

Przemiana F. Kafki  reż. J. Bunsch
- Nominacja do ZŁOTEJ MASKI 2000 dla Jacka Bunscha w kategorii Najlepsza Reżyseria i dla Andrzeja Dopierały w kategorii Najlepsza Rola Aktorska.
- ZŁOTA MASKA dla Jadwigi Mydlarskiej Kowal w kategorii Najlepsza Scenografia[1].
- Udział w Festiwalu Kontrapunkt 2000 w Szczecinie.

Dla Julii M.Garpe reż. Andrzej Dopierała
- Udział w Dniach Szwecji w Polsce, udział w Nordaliach.

Play Schulz. Sanatorium Pod Klepsydrą reż. Jacek Bunsch
- ZŁOTA MASKA 2004 dla Jerzego Głybina za rolę Ojca. ominacja do nagrody za reżyserię dla Jacka Bunscha.[potrzebny przypis]

Wszystkie dni, wszystkie noce Garpe reż. Andrzej Dopierała
- ZŁOTA MASKA 2004 za najlepszą rolę pierwszoplanową dla Violetty Smolińskiej za role Kristy.[potrzebny przypis]
- ZŁOTA MASKA 2004 za najlepszą rolę drugoplanową dla Stanisławy Łopuszańskiej[potrzebny przypis]
- SPECJALNA ZŁOTA MASKA za autorską koncepcję Teatru Bez Sceny dla Andrzeja Dopierały[potrzebny przypis]
- Udział w Festiwalu Rzeczywistość przedstawiona w Zabrzu.
- Nagroda aktorska dla Violetty Smolińskiej za rolę Kristy.
- Udział w Nordaliach 2006.

Wernisaż Ingmara Villqista
- Udział w Festiwalu Esseńskich Tygodni Światła w Essen 2005.
- Udział w Ogólnopolskim Przeglądzie Teatrów Jednego Aktora we Wrocławiu 2006.

Noc śpiewa piosenki Jona Fosse reż. A.Dopierała
- Udział w Nordaliach 2007
- Zaproszenie na Festiwal Dramaturgii Współczesnej 2007 w Zabrzu.

Diabelski młyn reż. A. Dopierała
- Nominacja do Złotej Maski 2013 dla Agnieszki Radzikowskiej w kategorii Najlepsza Rola Żeńska.
- Nominacja do Nagrody ZASP im. Leny Starke dla Agnieszki Radzikowskiej i Andrzeja Dopierały.

Dla Julii reż. Andrzej Dopierała
- Nominacja do Specjalnej Złotej Maski 2015 dla Andrzeja Dopierały za koncepcję artystyczną Teatru Bez Sceny.

Przytuleni reż. Gabriel Gietzky
- Nominacja do Złotej Maski 2017 dla Anny Kadulskiej w kategorii Najlepsza Rola Kobieca.
- Nominacja do Złotej Maski 2017 dla Andrzeja Dopierały w kategorii Najlepsza Rola Męska.

Szczęście reż. Andrzej Dopierała 
- Nominacja do Złotej Maski 2020 dla Anny Kadulskiej w kategorii Najlepsza Rola Kobieca[2].

## Spektakle
- 2020 „Szczęście” Erica Assous, reżyseria Andrzej Dopierała[3]
- 2019 „Prawda” Floriana Zellera, reżyseria Andrzej Dopierała[4]
- 2018 „Kłamstwo” Floriana Zellera, reżyseria Andrzej Dopierała[5]
- 2018 „Bunt” Petera Asmussena, reżyseria Andrzej Dopierała
- 2017 „Hermenegilda Ko” Inki Dowlasz, reżyseria Andrzej Dopierała
- 2017 „Focie” Kamila Szuszkiewicza, reżyseria Andrzej Dopierała
- 2017 „Bez czułości” Clare McIntyre, reżyseria Andrzej Dopierała
- 2016 „Przytuleni” Jonasa Gardell'a, reżyseria Gabriel Gietzky
- 2015 „Ciemno.Jasno.Cień” Andrzeja Dopierały, reżyseria Andrzej Dopierała (wersja 2015)
- 2015 „Noże w kurach” Davida Harrower'a, reżyseria Joanna Zdrada (wersja kameralna)
- 2015 „Dla Julii” Margarety Garpe, reżyseria Andrzej Dopierała (wersja 2015)
- 2015 „Mleczarnia” J. Rykały, reżyseria Jacek Rykała
- 2014 „Psiunio” A. D. Besse, reżyseria i scenografia Andrzej Dopierała
- 2013 „Noże w kurach” Dawida Harrowera, reżyseria Joanna Zdrada
- 2012 „Diabelski młyn” E.Assousa, reżyseria i scenografia Andrzej Dopierała
- 2010 „Przy drzwiach zamkniętych” Sartre’a  reżyseria i scen. Andrzej Dopierała
- 2009 „Ciemno.Jasno.Cień”  tekst, scenografia i reżyseria Andrzej Dopierała
- 2006 „Noc śpiewa piosenki” J. Fosse scenografia i reżyseria Andrzej Dopierała
- 2006 „Oskar i Ruth” tekst i reżyseria Ingmar Villqist
- 2005 „Wernisaż” tekst i reżyseria Ingmar Villqist scenografia Eugeniusz Bednarek
- 2004 „Wszystkie dni, wszystkie noce” M.Garpe scenografia i reżyseria Andrzej Dopierała
- 2004 „Play-Schulz” reżyseria Jacek Bunsch
- 2001 „Dla Julii” Margarety Garpe scenografia i reżyseria Andrzej Dopierała
- 1999 „Przemiana” Kafki reżyseria Jacek Bunsch scenografia Jadwiga Mydlarska-Kowal
- 1997 „Panna Julia” Strindberga reżyseria Jan Maciejowski scen. Barbara Zawada[6]